# Erikskrone

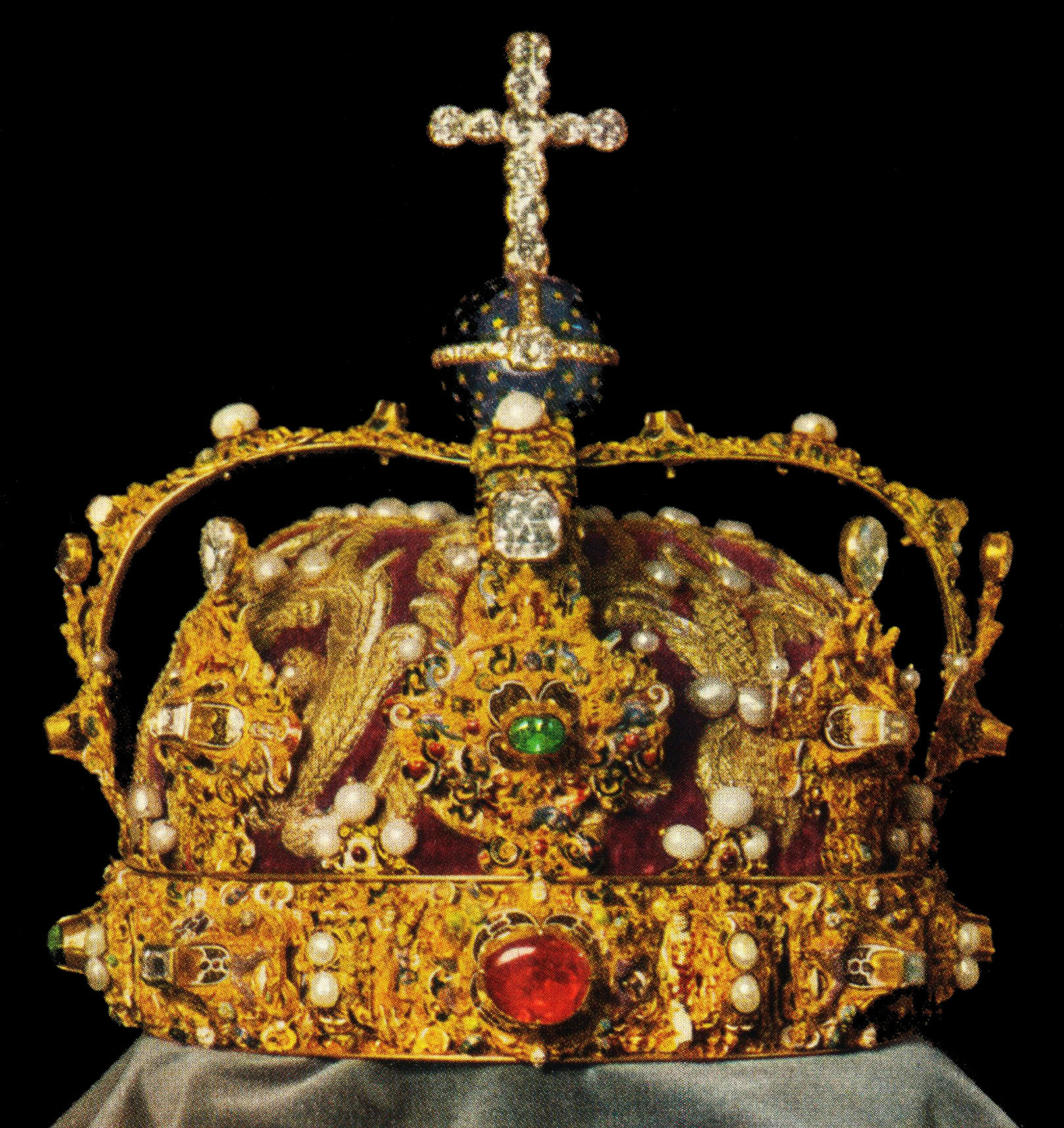
Die Erikskrone in ihrer Gestalt vor 1970

Die Erikskrone  (nach König Erik XIV.) als Schwedenkrone ist eine der ältesten schwedischen Reichsregalien und wird von den schwedischen Monarchen als königliche Krone bei feierlichen Anlässen benutzt, wie bei Krönungen, königlichen Taufen und Hochzeiten. Sie wurde in Stockholm vom flämischen Goldschmied Cornelius ver Weiden gefertigt, der auch den Reichsapfel herstellte. Die Krone wurde 1561 bei der Krönung Erik XIV. empfangen. Möglicherweise verwendete Weiden dafür Gold und Edelsteine früherer Kronen.
Die Krone hat ein Gewicht von 1700 Gramm und ist damit heute 15 Gramm leichter als vor der Restaurierung im Jahre 1970. Sie war inklusive des 1818 hinzugefügten Kreuzglobus 23,7 Zentimeter hoch.

## Beschreibung

### Allgemeines
Die Krone besteht aus einem Kronreif mit jeweils vier größeren und kleineren Blättern zwischen den Sprossen. Von den vier größeren Blättern aus laufen zwei Bügel kreuzförmig über den Kopf, auf deren Scheitelpunkt ein Kreuzglobus mit einem Emaillekreuz befestigt ist. Über den Sprossen zwischen den acht Blättern sind jeweils drei Perlen angebracht.
Die ganze Krone trägt detaillierte Goldschmiedekunst und Emaillearbeiten verschiedener Farben und ist mit Schmucksteinen, Perlen und Brillanten besetzt. Ursprünglich wurde die Arbeit in einem Renaissance-ähnlichen Stil gefertigt, was jedoch nach und nach teilweise geändert wurde. Beispielsweise wurden im Jahre 1818 Brillanten über den acht Blättern hinzugefügt, die nach der Restaurierung großer Teile der Krone dort belassen wurden.

### Schmucksteine
Der Kronreif ist mit je einem großen cabochon-geschliffenen Rubin (rot) unter den großen Blättern auf Vorder- und Rückseite und je einem großen rundgeschliffenen Smaragd (grün) unter den zwei großen Seitenblättern besetzt. Unter den vier kleinen Blättern befindet sich auf dem Kronreif je ein Brillant aus Quarz (farblos) mit quadratischer Oberfläche.
Mittig auf den vorder- und rückseitigen großen Blättern sind je ein kleinerer rundgeschliffener Smaragd (grün) und mittig auf den großen Seitenblättern je ein etwas kleinerer rundgeschliffener Rubin (rot) angebracht. Auf den kleinen Blättern befindet sich mittig je ein Brillant aus Quarz (farblos) mit quadratischer Oberfläche.

### Goldschmiedekunst und Emaillearbeiten
Bei genauerer Betrachtung kann man sieben in Gold gearbeitete Figuren der Kardinaltugenden und Caritas humana (aus dem Lateinischen für menschliche Liebe) auf dem Kronreif finden. Die acht Blätter sind mit jeweils zwei Löwen geschmückt; die einen tragen eine Vase, die anderen das Wappen des Hauses Wasa.
In Emaille gearbeitet findet man die drei Kronen Schwedens, die drei Löwen Dänemarks und den axttragenden Löwen Norwegens, womit die Kalmarer Union (1397–1523) dargestellt werden soll, auf die der Dreikronenkrieg folgte.

### Monogramme
Auf den Sprossen des Kronreifs findet man in Gold eingraviert das ursprünglich gefärbte Monogramm König Erik XIV. (ER für „Ericus Rex“). Die Brüder Johann III. und Karl IX. stürzten 1568 ihren älteren Halbbruder wegen seines Geisteszustands mittels eines Aufstands, wonach sich Johann III. kurz darauf zum König krönen ließ. In der Folge ließ er die acht Monogramme seines Bruders jeweils mit zwei vertikal übereinander gesetzten Perlen verdecken und weitere Perlenkartuschen entfernen. Letztere wurden so wiederhergestellt, wie sie auf der Krone zu Zeiten Erik XIV. vorhanden waren.

### Schwedische Bügelkronen
Mit den Kronenbügeln wollte König Erik den Wunsch ausdrücken, die Bedeutung Schwedens als unabhängigen Staat nach dem endgültigen Austritt aus der Kalmarer Union 1523 zu behaupten. Sich als Erbmonarch zu behaupten, ist zumeist schwieriger, als wenn das Volk wie bei einer Wahlmonarchie hinter ihm stünde.
Die erste Bügelkrone trug der König des Heiligen Römischen Reichs Karl der Große. Als Vorbild für die Krone Erik XIV. stand vermutlich die Krone Elisabeths I.
Die erste geschlossene Krone Schwedens war die Beerdigungskrone Gustav I. Wasa. Beerdigungskronen bestehen meist aus einfacheren Metallen und sind oft mit schwarzem Samt gefüttert. Die Krone zu seinen Lebzeiten und alle früheren Kronen Schwedens waren offen und trugen keine Bügel.

## Änderungen und Restaurierungen

### Fehlende Perlen
Ursprünglich waren oben auf den Blättern Perlen angebracht. Im Jahre 1818 ließ sie König Karl XIV. Johann gegen Brillanten austauschen, und sie sind heute noch so vorhanden. Nur um den originalen Zustand der Krone zu zeigen, wurden die Brillanten gelegentlich durch Perlen ersetzt. Die Perlen gaben der Krone ein eher Renaissance-artiges Aussehen, da sie in dieser Zeit in der Schmuck- und Bekleidungsindustrie oft verwendet wurden. Auf der Krone Elisabeth I. waren ebenfalls Perlen vorhanden.
Einige der Perlen wurden später auf der Herzogskrone Prinz Oskar II. angebracht.

### Diamantrosetten
König Karl XIV. Johann ließ auch acht Diamantrosetten auf den Kronreif unter den großen Blättern platzieren, während die dort entnommenen Rubine und Smaragde auf den Sprossen angebracht wurden.
Die zwei senkrechten Perlen, mit denen König Johann III. die Monogramme König Erik XIV. verdecken lassen hatte, wurden mit weiteren Diamantrosetten ersetzt.
Im Jahre 1909 wurden die Diamantrosetten wieder mit den zwei senkrecht angebrachten Perlen ersetzt, wie man es auch auf späteren Bildern der Krone sehen kann und wie sie z. B. auch 1927 im Bonniers konversations lexikon dargestellt ist. Das Bild zeigt auch die immer noch vorhandenen rund und quadratisch geschliffenen Brillanten über den Blättern. In den 1930er- oder 1940er-Jahren wurden die Sprossen zum Original wiederhergestellt. Die Diamantrosetten wurden in ein Diadem eingesetzt, das noch heute die königliche Prinzessin Victoria von Schweden trägt.
In der Schatzkammer, wo die Kronjuwelen aufbewahrt werden, wurde eine der Perlenfassungen auf dem Kronreif entfernt, um das Monogramm König Erik XIV. zu präsentieren.

### Kreuzglobus
König Karl XIV. Johann ließ den auf dem goldenen Bügelkreuz befestigten Kreuzglobus aus Emaille durch einen neuen blauen Kreuzglobus ersetzen. Der Globus war mit Sternen und Bändern aus Brillanten besetzt und trägt ein großes Brillantenkreuz. Der originale Kreuzglobus ist mit detaillierten Goldfiguren im Renaissance-Stil bestückt und passt besser zur Krone. Der blaue Kreuzglobus bildete einen starken Kontrast zur Krone und störte ihre Symmetrie, da er beispielsweise im Vergleich zur restlichen Krone zu groß war.
Vor der Öffnung der Schatzkammer zur Dauerausstellung der Kronjuwelen im Jahre 1970 wurde die Krone wieder mit dem originalen Kreuzglobus ausgestattet. Der blaue Kreuzglobus liegt neben der Krone.

## Historisches

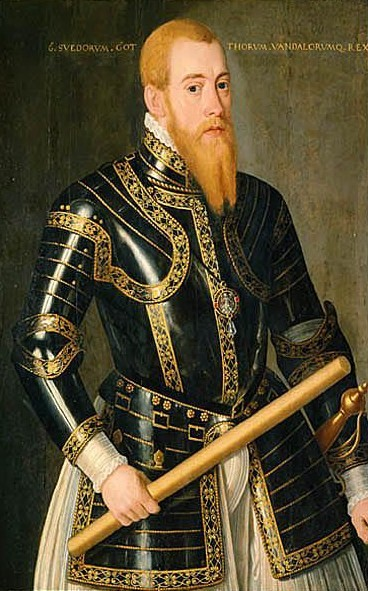
König Erik XIV. (Gemälde von Domenicus ver Wilt, um 1560)

### Fertigung der Reichsregalien
Die Krone König Erik XIV. wurde zu seiner Krönung 1561 zusammen mit Zepter und Reichsapfel geschaffen. Ursprünglich wurden die Regalien in Antwerpen bestellt, aber nicht geliefert. Aufgrund dieser Bestellung wurde von den Historikern zunächst angenommen, dass die schwedischen Reichsregalien aus Antwerpen stammten. Rudolf Cederström bewies 1942 in seinem Werk De svenska riksregalierna hingegen, dass alle Reichsregalien mit Ausnahme der Krone und des Reichsapfels von Meistern aus Schweden gefertigt wurden.

### Kleine Änderungen und Schäden
König Erik XIV. ließ vor seiner Hochzeit mit Karin Månsdotter durch Frantz Beijer kleine Änderungen an den Reichsregalien vornehmen. Art und Ausmaß der Änderungen sind derzeit nicht bekannt.
Die Krone ist zu Zeiten König Erik XIV. mehrmals zu Boden gefallen. Bei der Vermählung König Erik XIV. mit Karin Månsdotter 1568 fiel dem norwegischen Reichskanzler Nils Gyllenstierna (1526–1601) die Krone aus den Händen. Auch Karl XII. fiel sie nach der Krönungszeremonie 1697 beim Besteigen eines Pferdes vom Kopf.
Während der Regierungszeit König Karl XII. ließ er vermutlich das Monogramm CRS („Carolus Rex Suecicae“) in kleineren Teilen des Kronreifs eingravieren.
Als Königin Ulrika Eleonore im Jahre 1720 zu Gunsten ihres Gemahls Friedrich abdankte, wurde Friedrich mit der Krone von Königin Maria Eleonora gekrönt, weil ein Streit zwischen den Eheleuten bezüglich der Verantwortung der Königin über die Reichsregalien und der Behördenaufsicht entbrannte. Da der Streit bis zur Krönung nicht beigelegt werden konnte, weigerten sich die Kammerherren, die Krone Erik XIV. freizugeben. Später jedoch konnte er es sich als König selbst erlauben, die Krone Erik XIV. zu tragen, zumal Ulrika Eleonore ihre Krone auch nicht freigegeben hatte.
Die Krone von Königin Maria Eleonora war etwa 2.500 Gramm schwerer als die von König Erik XIV. So beschloss König Friedrich, zu zeremoniellen Anlässen die Krone König Erik XIV. (mit wegen der Monogramme König Karl XII. ausgetauschtem Kronreif) und einen neu geschneiderten Königsmantel statt des schweren Mantels der Königin Christina zu tragen. Nach dem Tod König Friedrichs 1751 wurde der alte Kronreif wieder angebracht.

### Heute
Seit 1970 ist die Krone wieder mit dem ursprünglichen einfarbig roten Samt gefüttert, der im Jahre 1778 während der Regierungszeit König Gustav III. als Kappe diente. Kappen wurden in dieser Zeit oft aus purpurfarbenem Samt mit perlenbesetzter Goldstickerei gefertigt. Die Reichsregalien werden in der Schatzkammer als Dauerausstellung präsentiert.